# One West Waikiki
One West Waikiki war eine Krimiserie des Produzenten Glen A. Larson, die zwischen 1994 und 1996 in den USA gedreht wurde.

## Handlung
Dr. Dawn Holliday arbeitet als Rechtsmedizinerin in Los Angeles. Bei einem Gastvortrag auf Hawaii wird ihr ehemaliger Geliebter, der Marineoffizier Tom Haber, getötet. Sie kündigt daraufhin ihren Job in Los Angeles und wechselt nach Honolulu. Mit ihren forensischen Untersuchungen bildet sie einen Gegenpol zum zweifach geschiedenen Polizeioffizier Mack Wolfe, der mit eher traditionellen Polizeimethoden arbeitet. Trotzdem gelingt es beiden, gemeinsam Verbrechen aufzuklären, wobei sich im Verlauf der Serie zwischen beiden eine Beziehung entwickelt.
Zu den weiteren Figuren der Serie gehören der mit Wolfe befreundete örtliche Polizeichef Captain Dave Herzog sowie die gerichtsmedizinischen Mitarbeiter Nui Shaw und Kimo.

## Auszeichnungen
- 1995: Emmy-Nominierung in der Kategorie Kostümdesign für Jerry Skeels